# Míster Gay Europa 2012
| 2005-Oslo 2006-Ámsterdam 2007-Budapest 2008-Budapest | 2009-Oslo 2010-Ginebra 2011-Braşov 2012-Roma | 2013-Praga 2014-Viena 2015-No celebrado 2016-Oppdal |

Míster Gay Europa 2012 fue el 7º certamen de belleza gay en Europa y se celebró el 11 de agosto en Roma, Italia. Participaron 21 concursantes de otras tantas naciones europeas. El español Miguel Ortiz se proclamó vencedor, llevando así la corona para España por tercer año.

## Participantes
| País                         | Participante                | Edad | Altura | Pelo      | Ojos     | Ciudad      | Profesión                        |
| ---------------------------- | --------------------------- | ---- | ------ | --------- | -------- | ----------- | -------------------------------- |
| Bandera de Austria           | Joachim Trauner             | 29   | 181    | rubio     | azules   | Vienna      | Gerente de Área                  |
| Bandera de Bielorrusia       | Aleksandr Korik             | 24   | 176    | negro     | verdes   | Minsk       | Manager                          |
| Bandera de Bulgaria          | Chavdar Arsov               | 25   | 176    | negro     | marrones | Sofia       | Entrenador                       |
| Bandera de Chipre            | Kiri Spanos                 | 24   | 184    | negro     | marrones | Nicosia     | Graduado                         |
| Bandera de República Checa   | Tomáš Frýda                 | 24   | 178    | rubio     | azules   | Praga       | Entrenador personal              |
| Bandera de Dinamarca         | Jobbe Joller                | 23   | 179    | marrón    | marrones | Aarhus      | Estudiante                       |
| Bandera de Estonia           | Vadim Firsa                 | 22   | 170    | marrón    | marrones | Tallin      | Administrador de hotel           |
| Bandera de Finlandia         | Janne Tiilikainen           | 26   | 175    | rubio     | azules   | Helsinki    | Estudiante                       |
| Bandera de Francia           | Remy Frejaville             | 31   | 178    | negro     | marrones | Montpellier | Representante                    |
| Bandera de Alemania          | Chris Janik                 | 35   | 178    | marrón    | azules   | Colonia     | Empleado de Oficina              |
| Bandera de Grecia            | Argyrios Stelios Christakis | 29   | 175    | negro     | azules   | Heraklion   | Peluquero                        |
| Bandera de Irlanda           | Steven Baitson              | 22   | 180    | marrón    | marrones | Dublín      | Modelo / peluquero               |
| Bandera de Italia            | Nicholas Menna              | 27   | 184    | marrón    | marrones | Roma        | Bailarín                         |
| Bandera de Malta             | Steve Grech                 | 31   | 178    | marrón    | azules   | Birkirkara  | Retail & entrenador personal     |
| Bandera de Irlanda del Norte | Daniel Hegarty              | 21   | 191    | marrón    | azules   | Derry       | Peluquero                        |
| Bandera de Noruega           | Sebastian Okshovd           | 22   | 165    | negro     | marrones | Beitostølen | Asistente de kindergarten        |
| Bandera de Eslovaquia        | Martin Lhota                | 21   | 168    | pelirrojo | azules   | Bratislava  | Auxiliar de vuelo                |
| Bandera de España            | Miguel Ortiz                | 19   | 183    | negro     | marrones | Huelva      | Estudiante para policía nacional |
| Bandera de Suecia            | Erik da Silva               | 26   | 180    | marrón    | marrones | Estocolmo   | Modelo /técnico de láseres       |
| Bandera de Suiza             | Stephan Bitterlin           | 43   | 176    | marrón    | marrones | Zúrich      | Profesor /bailarín               |
| Bandera de Turquía           | Denis Hamdi                 | 25   | 176    | negro     | marrones | Estambul    | Estudiante                       |

## Títulos otorgados
| Título           | 1º                         | 2º                                                        | 3º                                                        | 4º                                                        | 5º                                                        |
| ---------------- | -------------------------- | --------------------------------------------------------- | --------------------------------------------------------- | --------------------------------------------------------- | --------------------------------------------------------- |
| Entrevista       | Bandera de Finlandia       | Bandera de Francia                                        | Bandera de Austria                                        | Bandera de Malta                                          | Bandera de España                                         |
| Talento          | Bandera de Chipre          | Bandera de Italia · Bandera de Suecia                     | Bandera de Italia · Bandera de Suecia                     | Bandera de Francia · Bandera de Malta                     | Bandera de Francia · Bandera de Malta                     |
| Redacción        | Bandera de República Checa | Bandera de Francia                                        | Bandera de Austria · Bandera de Italia                    | Bandera de Austria · Bandera de Italia                    | Bandera de Suiza                                          |
| Fotogénico       | Bandera de Grecia          | Bandera de España                                         | Bandera de Finlandia · Bandera de Malta                   | Bandera de Finlandia · Bandera de Malta                   | Bandera de Italia                                         |
| Deportista       | Bandera de Italia          | Bandera de ? · Bandera de ? · Bandera de ? · Bandera de ? | Bandera de ? · Bandera de ? · Bandera de ? · Bandera de ? | Bandera de ? · Bandera de ? · Bandera de ? · Bandera de ? | Bandera de ? · Bandera de ? · Bandera de ? · Bandera de ? |
| Mr. Simpatía     | Bandera de Grecia          | Bandera de ? · Bandera de ? · Bandera de ? · Bandera de ? | Bandera de ? · Bandera de ? · Bandera de ? · Bandera de ? | Bandera de ? · Bandera de ? · Bandera de ? · Bandera de ? | Bandera de ? · Bandera de ? · Bandera de ? · Bandera de ? |
| Traje de baño    | Bandera de Italia          | Bandera de España · Bandera de Suecia                     | Bandera de España · Bandera de Suecia                     | Bandera de República Checa                                | Bandera de Malta                                          |
| Voto de internet | Bandera de España          | Bandera de Francia                                        | Bandera de Chipre                                         | Bandera de Bielorrusia                                    | Bandera de República Checa                                |
| Performance      | Bandera de Malta           | Bandera de Suecia                                         | Bandera de España                                         | Bandera de Grecia                                         | Bandera de Italia                                         |
| Pregunta final   | Bandera de España          | Bandera de Malta                                          | Bandera de Francia                                        | Bandera de Finlandia                                      | Bandera de Italia                                         |

## Finalistas
| País      | Puntuación final |
| --------- | ---------------- |
| España    | 204              |
| Malta     | 195              |
| Italia    | 181              |
| Francia   | 174              |
| Finlandia | 170              |